# Microsoft Expression Studio
Microsoft Expression Studio è una famiglia di prodotti Microsoft per sviluppatori che consente di compilare applicazioni client per il Web e per Windows e contenuto multimediale avanzato.
La suite comprende diversi strumenti per sviluppatori e grafici interessati a sviluppare siti Web e ad implementare in essi applicazioni grafiche ed interattive. Dal 2013 la suite non è più disponibile ma integrata nell'ambiente di sviluppo Visual Studio 2012.

## Versioni
- Microsoft Expression Studio è stato introdotto da Microsoft il 16 settembre 2005 alla Microsoft's Professional Developers Conference di Los Angeles, ma è stata resa disponibile come versione RTM il 30 aprile 2007.
- Microsoft Expression Studio 2 è stato distribuito il 1º maggio 2008 e, rispetto alla versione precedente, includeva anche un'interfaccia grafica (vedi anche GUI) completamente differente che dal bianco della versione 1 è diventata nera. Microsoft Expression Studio diventa inoltre disponibile gratuitamente per gli studenti attraverso il programma Microsoft DreamSpark.
- Microsoft Expression Studio 3 è stato distribuito il 22 luglio 2009. Questa release, porta tutti gli strumenti della suite alla versione 3 con significativi miglioramenti, specialmente riguardanti Silverlight 3. Anche questa versione è disponibile gratuitamente per gli studenti, insieme ad altri strumenti Microsoft per lo sviluppo, attraverso il programma Microsoft DreamSpark.
- Microsoft Expression Studio 4 è stato distribuito il 7 giugno 2010 come aggiornamento della versione precedente.